# Octavio Antonio Beras Rojas
Octavio Antonio Beras Rojas, né le 16 novembre 1906 à Seybo et mort le 30 novembre 1990, est un cardinal dominicain, archevêque de Saint-Domingue de 1961 à 1981.

## Biographie
Octavio Antonio Beras Rojas est ordonné prêtre le 13 août 1933 pour le diocèse de Saint-Domingue.
Nommé archevêque coadjuteur de Saint-Domingue le 2 mai 1945, avec le titre d'archevêque in partibus d'Euchaitae (de), il est consacré le 12 août suivant par le cardinal Manuel Arteaga y Betancourt. Il n'a alors que 38 ans.
Le 10 décembre 1961, il devient archevêque titulaire de Saint-Domingue. Il le reste pendant 20 ans, ne se retirant qu'à 75 ans, le 15 novembre 1981.
Par ailleurs, il est archevêque aux armées dominicaines de 1962 à 1982.
Il est créé cardinal par le pape Paul VI lors du consistoire du 24 mai 1976 avec le titre de cardinal-prêtre de S. Sisto.
Il participe aux deux conclaves de l'année 1978 : le Conclave d'août 1978 et le Conclave d'octobre 1978.